# Savina Petrilli
Pour les articles homonymes, voir Petrilli.
Savina Petrilli (Sienne, 29 août 1851- Sienne, 18 avril 1923) est une religieuse italienne fondatrice des sœurs des pauvres de Sainte Catherine de Sienne et reconnue bienheureuse par l'Église catholique.

## Biographie
Savina naît le 29 août 1851 à Sienne. Elle a 17 ans quand elle fait vœu de virginité afin de se consacrer entièrement à Dieu. En 1869, elle est reçue en audience par le Pape Pie IX, lequel lui demande d'imiter sainte Catherine de Sienne, sa compatriote, née quelques siècles plus tôt.
Savina réunit quelques compagnes, et le 15 août 1873, elles font leur profession religieuse. C'est le 7 septembre 1874 que les sœurs, avec le consentement de l'archevêque, s'installent dans une autre maison fondant la congrégation des sœurs des pauvres de Sainte Catherine de Sienne.
Pendant toute sa vie, sœur Savina doit affronter des problèmes financiers, et quelques persécutions religieuses, où elle montre à la fois son intelligence et sa foi profonde. Elle s'occupe des personnes les plus démunies, les plus pauvres, leur apportant soutien matériel et moral. Son action s'étend jusqu'en Amérique Latine, où elle se rend plusieurs fois ; après sa mort, ses sœurs vont jusqu'en Inde et aux Philippines.
Savina meurt à Sienne le 18 avril 1923.

## Béatification - fête
- Savina Petrilli est béatifiée le 24 avril 1988 à Rome par le Pape Jean-Paul II.
- Sa fête est fixée au 18 avril d’après le Martyrologe romain[1].

## Citations
- De Jean-Paul II : « Elle s'inspire des quatre grands amours de sainte Catherine : l'Eucharistie, le Crucifié, l'Église et les Pauvres. »[2]
- De sœur Savina : « Celui qui a miséricorde du pauvre donne encore davantage au Seigneur. »

## Sources
- Osservatore Romano : 1988 n.18  -  2003 n.17 p.3
- Documentation Catholique : 1988 p.583